# Купол Вознесіння

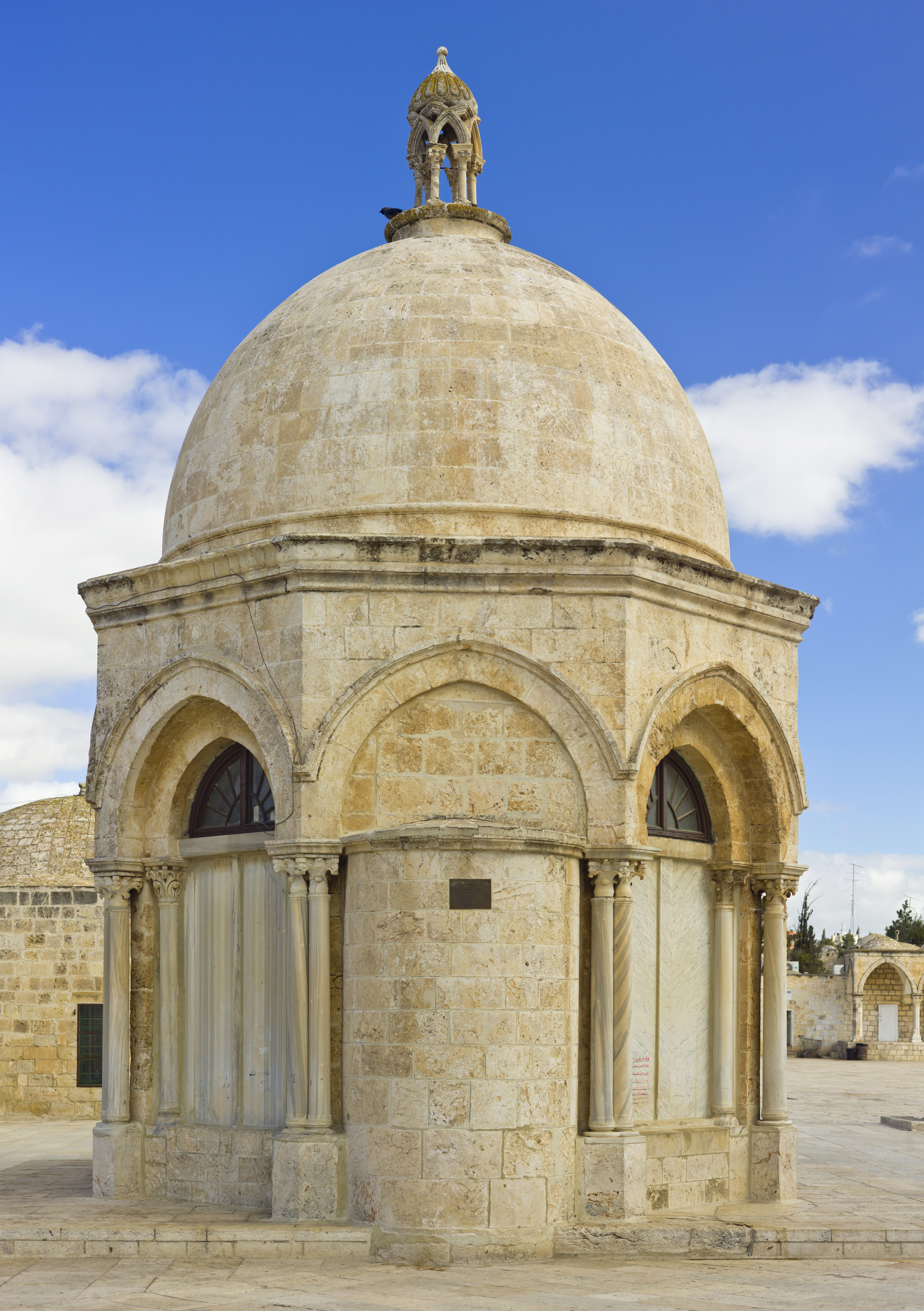
Купол вознесіння

Купол Вознесіння (араб. قبة المعراج Qubbat al-Miraj; івр. כִּיפָּת הַעֲלִיָּיה, Kippat Ha'Aliyah) — невелика, вільно стояча купольна споруда, побудована хрестоносцями, що стоїть на північному заході від Купола Скелі на Храмовій горі в Єрусалимі. Хоча арабською мовою споруда називається «Купол Вознесіння» і за арабською традицією відзначається місцем, з якого Мухаммед піднявся на Небес під час своєї «Нічної подорожі», деталі вказують, що будівля була побудована як частина  Темплум Доміні хрестоносців і ймовірно служила як баптистерій. Її будова та зокрема, капітелії колон мають франкський стиль, але деякий ремонт чи реконструкцію було зроблено в період або після династії Аюбідів.
Не зовсім вдається визначити коли збудовано перший купол, проте допускають імовірність, що його можливо ще побудували за часів омеядів або аббасидсиів оскільки у 903 році Ібн аль-Факіг і у 985 році аль-Мукаддасі згадували про два малих куполи один з яких був Купол пророків. Форма сучасної будівлі Купола вознесіння збереглася з 1200 року від управляючого Єрусалима за династії аюбідів Ізз ад-Діна аз-Занжілі.
 Він був побудований зі слідами його [= пророка] ніг у восьмикутнику, в рік Хаджу 597 […], з часу, там де франки претендували на сліди Христа на Куполі Скелі